# Pedersen-eszköz

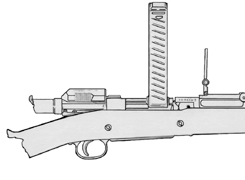
A Pedersen féle fél-automata töltőszerkezet és tár vázlatos képe

A Pedersen-eszköz (Pedersen device) egy John D. Pedersen által tervezett fél-automata töltő illetve elsütő berendezés ami lehetővé teszi egy M1903 Springfield ismétlőfegyver átalakítását olyan módon, hogy képessé váljon rövidített 0.30 (7.62 mm) űrméretű köztes töltény tüzelésére.
A szerkezet egy rövid csőből, tokból, zárból illetve egy cserélhető tárból álló szerkezet, melyet a Springfield M1903 zárdugattyújának helyére lehet illeszteni. A lőszer adagolása egy 40 darabos tárból történik, ami jobbra felfelé áll ki a puska zárjából. A szerkezet késleltetett tömegzáras rendszerű, és az M1903-on elvégzett apró módosítás után beszerelhető volt. A fegyvert 1926-ban kezdték el tesztelni.

## Fordítás
Ez a szócikk részben vagy egészben az Pedersen device című angol Wikipédia-szócikk ezen változatának fordításán alapul.  Az eredeti cikk szerkesztőit annak laptörténete sorolja fel. Ez a jelzés csupán a megfogalmazás eredetét és a szerzői jogokat jelzi, nem szolgál a cikkben szereplő információk forrásmegjelöléseként.